# Hôtel DuPont
L'hôtel DuPont (en anglais : Hotel Du Pont) est un hôtel américain situé à Wilmington, dans le Delaware. Ouvert le 15 janvier 1913, il est membre des Historic Hotels of America depuis 1989 et des Historic Hotels Worldwide depuis 2014.